# UTF-8
UTF-8 (от англ. Unicode Transformation Format, 8-bit — «формат преобразования Юникода, 8-бит») — распространённый стандарт кодирования символов, позволяющий более компактно хранить и передавать символы Юникода, используя переменное количество байт (от 1 до 4), и обеспечивающий полную обратную совместимость с 7-битной кодировкой ASCII. Стандарт UTF-8 официально закреплён в документах RFC 3629 и ISO/IEC 10646 Annex D.
Кодировка UTF-8 сейчас является доминирующей в веб-пространстве. Она также нашла широкое применение в UNIX-подобных операционных системах.
Формат UTF-8 был разработан 2 сентября 1992 года Кеном Томпсоном и Робом Пайком, и реализован в Plan 9. Идентификатор кодировки в Windows — 65001.
UTF-8, по сравнению с UTF-16, наибольший выигрыш в компактности даёт для текстов на латинице, поскольку латинские буквы без диакритических знаков, цифры и наиболее распространённые знаки препинания кодируются в UTF-8 лишь одним байтом, и коды этих символов соответствуют их кодам в ASCII.

## Алгоритм кодирования
Алгоритм кодирования в UTF-8 стандартизирован в RFC 3629 и состоит из 3 этапов:
1. Определить количество октетов (байтов), требуемых для кодирования символа. Номер символа берётся из стандарта Юникода.
| Диапазон номеров символов | Требуемое количество октетов |
| ------------------------- | ---------------------------- |
| 00000000-0000007F         | 1                            |
| 00000080-000007FF         | 2                            |
| 00000800-0000FFFF         | 3                            |
| 00010000-0010FFFF         | 4                            |

Для символов Юникода с номерами от U+0000 до U+007F (занимающими один байт c нулём в старшем бите) кодировка UTF-8 полностью соответствует 7-битной кодировке US-ASCII.
2. Установить старшие биты первого октета в соответствии с необходимым количеством октетов, определённом на первом этапе:
- 0xxxxxxx — если для кодирования потребуется один октет;
- 110xxxxx — если для кодирования потребуется два октета;
- 1110xxxx — если для кодирования потребуется три октета;
- 11110xxx — если для кодирования потребуется четыре октета.

Если для кодирования требуется больше одного октета, то в октетах 2-4 два старших бита всегда устанавливаются равными 102 (10xxxxxx). Это позволяет легко отличать первый октет в потоке, потому что его старшие биты никогда не равны 102.
| Количество октетов | Значащих бит | Шаблон                              |
| ------------------ | ------------ | ----------------------------------- |
| 1                  | 7            | 0xxxxxxx                            |
| 2                  | 11           | 110xxxxx 10xxxxxx                   |
| 3                  | 16           | 1110xxxx 10xxxxxx 10xxxxxx          |
| 4                  | 21           | 11110xxx 10xxxxxx 10xxxxxx 10xxxxxx |

3. Установить значащие биты октетов в соответствии с номером символа Юникода, выраженном в двоичном виде. Начать заполнение с младших битов номера символа, поставив их в младшие биты последнего октета, продолжить справа налево до первого октета. Свободные биты первого октета, оставшиеся незадействованными, заполнить нулями.

### Примеры кодирования
| Символ | Символ  | Двоичный код символа | UTF-8 в двоичном виде               | UTF-8 в шестнадцатеричном виде |
| ------ | ------- | -------------------- | ----------------------------------- | ------------------------------ |
| $      | U+0024  | 0100100              | 00100100                            | 24                             |
| ¢      | U+00A2  | 10100010             | 11000010 10100010                   | C2 A2                          |
| €      | U+20AC  | 100000 10101100      | 11100010 10000010 10101100          | E2 82 AC                       |
| 𐍈      | U+10348 | 1 00000011 01001000  | 11110000 10010000 10001101 10001000 | F0 90 8D 88                    |

## Маркер UTF-8
Для указания, что файл или поток содержит символы Юникода, в начале файла или потока может быть вставлен маркер последовательности байтов (англ. Byte order mark, BOM), который в случае кодирования в UTF-8 принимает форму трёх байтов: EF BB BF16.
|                       | 1-й байт  | 2-й байт  | 3-й байт  |
| --------------------- | --------- | --------- | --------- |
| Двоичный код          | 1110 1111 | 1011 1011 | 1011 1111 |
| Шестнадцатеричный код | EF        | BB        | BF        |

## Пятый и шестой байты
Изначально кодировка UTF-8 допускала использование до шести байтов для кодирования одного символа, однако в ноябре 2003 года стандарт RFC 3629 запретил использование пятого и шестого байтов, а диапазон кодируемых символов был ограничен символом U+10FFFF. Это было сделано для обеспечения совместимости с UTF-16.

## Возможные ошибки декодирования
Не всякая последовательность байтов является допустимой. Декодер UTF-8 должен понимать и адекватно обрабатывать такие ошибки:
- Недопустимый байт.
- Байт продолжения (10xxxxxx) без начального байта.
- Отсутствие нужного количества байтов продолжения 10xxxxxx — например, двух после 1110xxxx).
- Строка обрывается посреди символа.
- Неэкономное кодирование — например, кодирование символа тремя байтами, когда можно двумя. (Существует нестандартный вариант UTF-8, который кодирует символ с кодом 0 как 1100.0000 1000.0000, отличая его от символа конца строки 0000.0000.)
- Последовательность байтов, декодирующаяся в недопустимую кодовую позицию (например символы суррогатных пар UTF-16).